# Alexander Kröckel
Alexander Kröckel (ur. 12 marca 1990 w Suhl) – niemiecki skeletonista, olimpijczyk.

## Kariera
W zawodach Pucharu Świata zadebiutował 3 grudnia 2011 roku w Igls, zajmując szóste miejsce. Później tego samego dnia zajął drugie miejsce w zawodach drużynowych. Pierwsze indywidualne podium wywalczył 6 stycznia 2012 roku w Altenbergu, gdzie był trzeci za Łotyszami: Martinsem i Tomassem Dukursem. Najlepsze wyniki osiągnął w sezonie 2012/2013, kiedy zajął trzecie miejsce w klasyfikacji generalnej. Przegrał wtedy tylko z braćmi Dukursami. W 2014 roku wystartował na igrzyskach olimpijskich w Soczi, zajmując dziewiąte miejsce. Był też między innymi ósmy na rozgrywanych w 2011 roku mistrzostwach świata w Königssee.